# فرنسيسكو دي هارو
فرنسيسكو دي هارو هو سياسي أمريكي، ولد في 1792، وتوفي في 28 نوفمبر 1849. انتخب عمدة سان فرانسيسكو ‏.